# Григорьевская волость (Перекопский уезд)
Григо́рьевская во́лость — административно-территориальная единица в составе Перекопского уезда Таврической губернии. Образована в 1880-х годах (на 1886 год она ещё не фигурирует, а на 1887 год волость уже существовала), как часть Таврической губернии, из деревень Айбарской и Бурлак-Таминской волостей.

## География
Располагалась в южной части уезда, гранича с Симферопольским уездом . На севере граничила с Ишуньской волостью, на северо-востоке — с Байгончекской, на западе граничила с Евпаторийским уездом. Занимала южную часть современного Красногвардейского района в среднем течении Салгира, северную часть Симферопольского и небольшие участки на востоке Сакского и Первомайского районов.

## Население
По результатам Х ревизии 1887 года население составило 5520 человек (нацпринадлежность в доступных материалах ревизии не указана). В результате эмиграции крымских татар, особенно массовой после Крымской войны 1853—1856 годов, в Турцию, многие селения ко времени образовения волости опустели и их начали заселять выходцами из России и немецкими колонистами. Этот процесс особенно усилился после постройки Лозово-Севастопольской железной дороги в 1874 году и продолжался всё время существования волости.

## Состав и население волости на 1887 год
Григорьевская волость существовала до начала 90-х годов XIX века, когда в результате земской реформы Александра III была упразднена, а поселения переданы в новые в Бютеньскую и Александровскую волости.